# Identität
Identität (von mittellateinisch identitas ‚Wesenseinheit‘, Abstraktum zu lateinisch idem ‚derselbe‘) ist die Gesamtheit der Eigenschaften oder Eigentümlichkeiten, die eine Entität, einen Gegenstand oder ein Objekt kennzeichnen und als Individuum von anderen unterscheiden. In ähnlichem Sinn wird der Begriff auch zur Charakterisierung von Personen verwendet. Dabei steht psychologisch und soziologisch im Vordergrund, welche Merkmale im Selbstverständnis von Individuen oder Gruppen als wesentlich erachtet werden. So folgt die rechtliche Identitätsfeststellung den für Inklusion und Exklusion relevanten Markern moderner bürgerlicher Gesellschaften.
Als Relation zwischen zwei gegebenen Größen bedeutet Identität die völlige Übereinstimmung. Wenn sich zwei Gegenstände des Diskursuniversums in allen Eigenschaften gleichen und daher nicht unterscheidbar sind, spricht man von qualitativer Identität; wenn die in Rede stehenden Gegenstände in Wirklichkeit dasselbe Objekt sind, spricht man von numerischer Identität. Bei Ausdrücken und Begriffen, besonders in der Sprachphilosophie und in der Mathematik, steht Identität analog für die gleiche Intension oder Extension. In der Sprache der Logik wird Identität ausgedrückt durch {\displaystyle a\equiv a}.

## Personale Identität
Bereits den antiken Philosophen erschien die Identität von Dingen und Personen problematisch. Heraklit wird der Ausspruch zugeschrieben: „Wir steigen in denselben Fluss und doch nicht in denselben, wir sind es und wir sind es nicht“ („Alles fließt“ → Panta rhei).
Die allermeisten Zellen des menschlichen Körpers, ausgenommen etwa Nerven- und Herzmuskelzellen, haben eine deutlich kürzere Lebensdauer als der gesamte Organismus; sie teilen sich, einige sterben ab, andere ersetzen sie im Gewebe. Derart erneuern sich insbesondere Zellschichten von Schleimhaut und Haut rasch.
Um zu berücksichtigen, dass bei Lebewesen eine Änderung von physischen Merkmalen nicht notwendig eine Änderung der Identität bedeutet – der Kater Eugen bleibt beispielsweise Eugen, auch wenn ihm die Nachbarskatze ein Ohr abbeißt –, bietet sich folgende Narration zur Entwicklung der Identität an:
Da Identität auf Unterscheidung beruht und die Unterscheidung ein Verfahren ist, das ein Ganzes untergliedert („scheidet“), kann ein Körper nur als Ganzes Identität erlangen. Daher wird verständlich, weshalb Menschen ihre Identität als bestimmte Menschen in einem Wechselspiel von „Dazugehören“ und „Abgrenzen“ entwickeln. So entwickelt ein Kind nach der Geburt erst im Laufe der Jahre eine Identität in Abgrenzung von der Mutter.

### Psychologie
Laut Rolf Oerter und Leo Montada basiert die Identitätsentwicklung beim Menschen auf zwei Prozessen, nämlich Selbsterkenntnis und Selbstgestaltung.
Die psychische Identität des Menschen ist nicht unveränderlich und keine wie auch immer geartete eindeutige Essenz. Identität als psychologisches Konzept nimmt an, dass sich die Person mit etwas identifiziert. Dazu gehört es, Merkmale einer bestehenden Gruppenidentität als eigene Wesensmerkmale anzunehmen und zugleich eigene persönliche Merkmale auszubilden. In gewisser Hinsicht dienen Gruppenidentitäten als notwendiger Prozess zur Heranbildung einer eigenen Persönlichkeit, aber sie sind stets auch ein Element der Fremdbestimmung und Zuschreibung. So hat jemand vielleicht kein Coming-out als „lesbisch“ oder „schwul“ freiwillig vollzogen (siehe auch Männer, die Sex mit Männern haben), wird von seiner Umgebung manchmal aber (ob zutreffend oder nicht) als Teil dieser Gruppen bezeichnet. Auch wer Migrationserfahrung hat, wird sich in unterschiedlichen Umgebungen mit seiner alten Heimat oder mit seiner aktuellen Heimat stärker identifizieren, aber von anderen stärker mit der einen oder anderen Gruppe identifiziert (so wird ein türkischer Staatsbürger, der in Deutschland aufgewachsen ist und nur deutsch spricht, von manchen Deutschen als Türke angesehen und behandelt, aber in der Türkei wegen seiner Sprache, seines Wohnorts und seiner Sozialisation als Deutscher). Das Bewusstsein der eigenen Identität stimmt nicht immer mit der Identifizierung durch die Umwelt überein (z. B. verstehen sich manche Nachfahren von Deutschen, die aus Russland stammen, noch als Deutsche, werden aber hierzulande als Fremde behandelt).
Die psychische Identität wird teilweise durch Gruppenzugehörigkeiten und soziale Rollen bestimmt: das Wir. Eine Identität kann aber nicht nur auf diesem Wir basieren. In zahlreichen Kulturen und Gesellschaften besteht Identität auch in der Erfahrung der Einzigartigkeit, im Ich, in dem eine Person sich als anders erlebt.

#### Identität und Selbstwert
Für Menschen ist ein ungewollter Identitätsverlust psychisch ein großes Problem, wenn wichtige Gruppenzugehörigkeiten (z. B. Familie, Volk bzw. Nation, Region, Religion, Freunde, Informelle Gruppe) verloren gehen. Wenn ein solcher Mensch sich nicht mehr mit diesen Gruppen identifiziert oder identifizieren kann, wird er physisch und psychisch isoliert.
Im Feminismus und anderen Strömungen wird der Ausbruch aus einer festgelegten Identität allerdings auch positiv bewertet: Weibliche Identität wird nicht mehr als Ideal empfunden, sondern als fremdbestimmte Sammlung von Verhaltensmustern, Stereotypen und Erwartungen. Männlichkeit und nationale Identität erscheinen ähnlich problematisch. Identität als Identifikation mit einer Gruppe ist oftmals auch das Ergebnis von Erziehung und äußeren Zwängen; der Ausbruch aus der bisherigen Identität kann ein Akt der Emanzipation sein. Ziel dieser Emanzipation ist nicht die Isolation, sondern die Loslösung von fremdbestimmten Identitäten – hier bewusst im Plural, denn ein Individuum verkörpert stets mehrere sich überschneidende Identitäten: z. B. als Mann, als Europäer, als Intellektueller etc.
Allgemein verliert ein Mensch dann seine Identität, wenn er sich so verändert bzw. von außen beeinflusst wird, dass wesentliche Kriterien entfallen, anhand derer er identifiziert wird und sich identifiziert, oder wenn wesentliche Instanzen, welche die Identifizierung vornehmen, entfallen oder wesentliche Kriterien der Identifizierung geändert werden (z. B. Verlust einer Staatszugehörigkeit).
Zu den gesellschaftlichen Identitäts-Werten zählen heute beispielsweise eine passende Erwerbstätigkeit und eine harmonische Familie: Ohne berufliche Anbindung kann jemand vielleicht ein Ehrenamt ausüben oder vorübergehend nur Freizeitwerte pflegen. Insbesondere für Alleinstehende, die ihre maßgebliche Identität über ihren Beruf beziehen, kann Arbeitslosigkeit aber ein großes Problem werden. Wer keine familiäre Anbindung hat, kann sich in eine Ersatzfamilie integrieren. Insbesondere für Arbeitslose, die ihre maßgebliche Identität über ihre Familie beziehen, kann Familienlosigkeit aber ein großes Problem werden. In Krisensituationen kann die psychohygienische/-therapeutische Stabilisierung einer Identität helfen.

#### George Herbert Mead
George Herbert Mead publizierte die These, dass sich Geist (MIND) und Identität (SELF) erst aus gesellschaftlichen Interaktionssituationen heraus über Sprache entwickeln: „Identität entwickelt sich; sie ist bei der Geburt anfänglich nicht vorhanden, entsteht aber innerhalb des gesellschaftlichen Erfahrungs- und Tätigkeitsprozesses, das heißt im jeweiligen Individuum als Ergebnis seiner Beziehungen zu diesem Prozess als Ganzem und zu anderen Individuen innerhalb dieses Prozesses.“ Somit steht die Identität eines Menschen mit dem eigenen physiologischen Erscheinungsbild nicht in direktem Zusammenhang, wobei Mead einräumte, dass das Erscheinungsbild für die Ausformung der Identität von großer Bedeutung ist.
Laut seiner These teilt sich die menschliche Identität in zwei Teilaspekte, das „impulsive Ich“ (I) und das „reflektierte ICH“ (ME). Vergangene Erfahrungen und Erinnerungen werden innerhalb des Identitätsbereiches des ICH sortiert und gespeichert, ergeben einen Teil der Identität, der objektiviert, also vom Individuum selbst betrachtet werden kann. Betrachtet wird dieser Bereich vom Ich, dem subjektiven Bereich von Identität. Die Identität eines Menschen besteht laut Meads These aus einem Objekt und einem Subjekt, das in der Lage ist, dieses Objekt zu betrachten.
Das Ich löst Reaktionen des Individuums einer bestimmten Person, Personengruppe oder Situation gegenüber aus, die nicht vorhersehbar sind, nicht einmal vom Handelnden selbst. Im Nachhinein geht diese Handlung wiederum in den Bereich des ICH über, als Erinnerungen und Erfahrungen.
Allerdings gehen nicht alle Erfahrungen dauerhaft in die Erinnerungen und somit in das ICH der Identität ein, sondern nur solche, die für das Individuum relevant sind. Diese Erinnerungen werden auf der „Schnur der Identität“ organisiert, der zeitlichen Einordnung der Erinnerungen in die Lebensgeschichte des Individuums.
Das ICH verkörpert „[…] die organisierte Gruppe von Haltungen anderer, die man selbst einnimmt“, während das Ich als „[…] Reaktion des Organismus auf die Haltungen anderer […]“ gesehen werden kann, der in der Erinnerung zum ICH wird, im Gegensatz zu diesem aber Freiheit und Initiative verkörpert. Durch das Ich entwickeln sich neue Erinnerungen, das ICH besteht aus diesen vorangegangenen Erinnerungen, wird also vom Ich erzeugt.
Diese Gesamtidentität ist individuell, weil jeder Mensch eigene Erfahrungen gemacht hat: „Die Tatsache, dass sich jede Identität durch den oder im Hinblick auf den gesellschaftlichen Prozess bildet und sein individueller Ausdruck ist – oder vielmehr Ausdruck der für sie typisch organisierten Verhaltensweisen, die sie in ihren jeweiligen Strukturen erfasst –, ist sehr leicht mit der Tatsache zu vereinbaren, dass jede einzelne Identität ihre eigene spezifische Individualität, ihre eigenen einzigartigen Merkmale hat, weil jede einzelne Identität innerhalb dieses Prozesses, während sie seine organisierten Verhaltensstrukturen spiegelt, ihre eigene und einzigartige Position innerhalb seiner formt und somit in seiner organisierten Struktur einen anderen Aspekt dieses ganzen gesellschaftlichen Verhaltensmusters spiegelt als den, der sich in der organisierten Struktur irgendeiner anderen Identität innerhalb dieses Prozesses spiegelt […]“
Die Ausbildung einer (individuellen) Identität ist maßgeblich abhängig von sozialen Interaktionen einzelner Individuen mit anderen Menschen. Das geschieht über Sprache und nonverbale Kommunikation wie Gestik und Mimik.
Allerdings kann sich eine entwickelte Identität selbst ihre gesellschaftlichen Erfahrungen schaffen, wenn die sozialen Erfahrungen mit anderen Menschen nicht mehr möglich sind. Laut Meads wird in der reflexiven Intelligenz das Handeln des Individuums geplant, um innerhalb gesellschaftlicher Prozesse zu bleiben. Hier wird der psychologische Anteil der Identität deutlich, die Möglichkeit der Menschen, sich in die Rolle ihres Gegenübers zu versetzen und sich und das eigene gezeigte Verhalten über Sprache als Objekt zu sehen und reflexiv zu verarbeiten.
Das Denken bereitet diese gesellschaftlichen Handlungen außersprachlich vor. Es dient der Übermittlung des Nicht-Gesagten, der Mimik und Gestik, also solcher Informationen, die nicht ausgesprochen werden, aber trotzdem eine Bedeutung im Interaktionsprozess haben: „Man überdenkt etwas, schreibt vielleicht ein Buch darüber, doch ist es immer noch ein Teil des gesellschaftlichen Verkehrs, in dem man andere Personen und gleichzeitig sich selbst anspricht und die Rede zu anderen Personen durch die Reaktionen auf die eigene Geste kontrolliert.“
In diesem Verhalten tritt nun Identität auf. Allerdings wird dem Interaktionspartner immer nur ein Ausschnitt der Gesamtidentität präsentiert, die Kernidentität spaltet sich in verschiedene Teilidentitäten. Verantwortlich für das Auftreten einer bestimmten Teilidentität ist der gesellschaftliche Prozess, in dem sich das Individuum befindet. Teilidentitäten sind an spezielle Situationen gebunden. Laut Mead konstituieren bzw. organisieren diese verschiedenen elementaren Identitäten zusammen die vollständige Identität eines Menschen.
Als Voraussetzung für die Entwicklung von Identität sieht Mead das menschliche Vorhandensein von Selbstbewusstsein, das sich vom normalen Bewusstsein des Menschen unterscheidet. Unter Bewusstsein versteht er das Empfinden von Gefühlen wie beispielsweise Schmerzen oder Freude, was zunächst nicht mit der Identität selbst zusammenhängt. Das Selbstbewusstsein ordnet dieses Gefühl dann dem eigenen Organismus zu, sodass es der eigenen Identität zugeordnet, der Schmerz der eigenen Identität wird. Das Selbstbewusstsein setzt Mead gleich mit einem Identitätsbewusstsein, durch das sich das Individuum der eigenen Identität bewusst wird, also mit dem weiter oben geklärten Begriff des Ich in der Auseinandersetzung mit dem ICH.

#### Ich-Identität nach Erikson und Habermas
Erik Erikson definiert Ich-Identität als „Zuwachs an Persönlichkeitsreife, den das Individuum am Ende der Adoleszenz der Fülle seiner Kindheitserfahrungen entnommen haben muss, um für die Aufgaben des Erwachsenenlebens gerüstet zu sein“. Damit erweitert er den klassischen Interpretationsrahmen der Psychoanalyse, die psychosexuelle Lebensgeschichte, um die psychosoziale Dimension. Ich-Identität ist somit „eine soziale Funktion des Ichs“, die darin besteht, „die psychosexuellen und psychosozialen Aspekte einer bestimmten Entwicklungsstufe zu integrieren und zu gleicher Zeit die Verbindung der neu erworbenen Identitätselemente mit den schon bestehenden herzustellen“.
Es handelt sich um das Gefühl für ein inneres Sich-selbst-Gleichsein, ein Wissen um die eigene Unverwechselbarkeit und deren Bejahung oder, mit Erving Goffman im Anschluss an Erikson ausgedrückt, „das subjektive Empfinden seiner eigenen Situation und seiner eigenen Kontinuität und Eigenart, das ein Individuum allmählich als ein Resultat seiner verschiedenen sozialen Erfahrungen erwirbt“.
Pädagogik und Soziologie griffen aus Eriksons Ansatz zurück. Jürgen Habermas greift in seinem Aufsatz Moralentwicklung und Ich-Identität auf dieses Verständnis von Ich-Identität zurück. Lothar Krappmann stellte es angesichts postmoderner Lebensverhältnisse und der Auflösung traditioneller Rollen in Frage.
James E. Marcia erweiterte Eriksons Stufenmodell und operlisierte es im Sinne einer empirischen Anwendbarkeit. Dabei stellt er jedoch die individuellen Entscheidungen des späten Jugend- und frühen Erwachsenenalters als Grundlage der Identitätskonstruktion in den Vordergrund. Zwei Fähigkeiten seien hierfür entscheidend: exploration, also die Erkundung möglicher Identitäten, und commitment, die Verpflichtung auf eine bestimmte Identität. Daraus ergeben sich vier Identitätszustände; der diffuse Zustand mit geringer Interessenausprägung und mangelnder Festlegung auf Ziele sei heute weit verbreitet.

#### Ich-Entwicklung nach Loevinger
Die US-amerikanische Entwicklungspsychologin Jane Loevinger Weissman hat eine grundlegende entwicklungspsychologische Theorie zur Bildung der eigenen Identität entwickelt. Sie geht von einem strukturellen Rahmen für die Bildung persönlicher Bedeutungsmuster (engl. „frameworks of meaning“) in neun Stufen aus, die innerhalb der Entwicklung durchlaufen bzw. gemeistert werden können. Jede Stufe hat ein neues Erleben und Identitätsverständnis zur Folge, die höhere Flexibilität und Freiheitsgrade im Handeln und Verhalten ermöglichen.

#### Patchwork der Identitäten nach Heiner Keupp
Heiner Keupp führte den Begriff „Patchwork der Identitäten“ ein. Die Patchwork-Metapher erwies sich als sehr eingängig und führte später zur kürzeren Bezeichnung Patchworkidentität.
Keupps interdisziplinärer Ansatz sieht spätmoderne Identität als unabschließbaren Prozess alltäglicher Identitätsarbeit, der ein unabschließbares Wirken am Patchwork von Teilidentitäten darstellt. Dabei geht es um ein manchmal widersprüchliches, meist ambivalentes Nebeneinander von Unvereinbarem. Als wichtigste Bausteine alltäglicher Identitätsarbeit werden dabei gesehen: „Kohärenz, Anerkennung, Authentizität, Handlungsfähigkeit, Ressourcen und Narration“. Die Spätmoderne biete mehr Optionen für eine individuelle Lebensführung, zugleich aber auch den Zwang zur Selbstbehauptung.

### Politische und soziologische Identitätsbegriffe
Identitätspolitik wird sowohl von dominanten Gruppen zur Erhaltung als auch von dominierten Gruppen zur Änderung des Status quo benutzt.
- Als Identitätspolitik von dominanten Gruppen bezeichnet man Vorstellungen zur Gestaltung der gesellschaftlichen und staatlichen Verhältnisse, die die Subjekte auf die Verwirklichung einer vermeintlich in ihrem Wesen liegenden Norm verpflichtet. Als Normen in diesem Zusammenhang können z. B. gelten: Frau-Sein, Deutsch-Sein, Weiß-Sein etc. Identität wird entsprechend in der politischen Rechten definiert als Übereinstimmung mit der Realität des Ichs, diese verstanden als Herkunft, Prägung und Biologie.[16]

Diese Festschreibung auf etwas konstruiert Wesentliches, die „Ontologisierung“ von bestimmten Eigenschaften sozialen Ursprungs, führt für Kritiker in letzter Konsequenz zu ausgrenzenden Weltanschauungen und Handlungsweisen.
- Demgegenüber versucht die Identitätspolitik der dominierten Gruppen zu einem „Wir-Gefühl“ zu finden, um emanzipatorische Forderungen zu entwickeln und durchzusetzen. Es geht in den dominierten Gruppen darum, sich selber zu repräsentieren und den von außen auferlegten Zuschreibungen eine Selbstdefinition entgegenzusetzen. Dies schließt gegebenenfalls eine Politik der Separation mit ein (z. B. autonome Feministinnen). Ein Konzept von Identitätspolitik ist die positive Diskriminierung oder auch affirmative action. Identitätspolitik in diesem Sinne fordert nicht nur Anerkennung für die dominierten Gruppen, sondern auch Bildungszugänge, soziale Mobilität etc. Auch die Standpunkt-Theorie basiert auf Identitätspolitik, da sie behauptet, dass die Gewinnung von Erkenntnis sozial situiert sei, dass die dominierte Gruppe ein besserer Ort zur Erkenntnisgewinnung bzw. -produktion sei. Dominierte Gruppen verstehen ihre Identitätspolitik oft als vorübergehendes notwendiges Stadium, um in einem dialektischen Prozess zur Aufhebung der Differenzen zu gelangen (z. B. klassenlose Gesellschaft).

Analysen zu und Kritik an identitätspolitischen Konzepten wurden von sehr unterschiedlichen Gesellschaftskritikern entwickelt, so von den Theoretikern der Kritischen Theorie wie Theodor W. Adorno und Max Horkheimer, den Poststrukturalisten wie Jacques Derrida, Michel Foucault (siehe Diskursanalyse), Jacques Lacan und Zygmunt Bauman, von den Theoretikerinnen des Postkolonialismus wie z. B. Gayatri Chakravorty Spivak und der kritischen Mikropolitik wie z. B. Gilles Deleuze und Félix Guattari oder Ralf Krause und Marc Rölli sowie den Theoretikerinnen der Gender Studies wie Judith Butler. Siehe auch Ethnisierung.

#### Der Identitätsbegriff nach Lothar Krappmann
Nach dem Verständnis des Soziologen Lothar Krappmann wird Identität über Sprache vermittelt. Für ihn entsteht Identität erst durch die Kommunikation eines Individuums mit seinen Mitmenschen in jeder Situation neu. Dadurch ist Identität nichts Starres, sondern verändert sich immer wieder von Situation zu Situation. Treffen zwei Gesprächspartner aufeinander, so tauschen sie über Sprache und mit Hilfe von Gestik bzw. Mimik Absichten, Wünsche und Bedürfnisse aus. Dies geschieht über die von ihm so genannte „Umgangssprache“ (Soziologische Dimension der Identität, 1993, S. 13), die im Wesentlichen drei Funktionen im Interaktionsprozess erfüllen muss, um das Entstehen von Identität möglich zu machen:
- Zum einen muss diese Sprache in der Lage sein, die besonderen Erwartungen, die mehrere Interaktionspartner in einer speziellen Situation haben, dem Gegenüber zu übersetzen:

„[S]ie muss sich also insofern bewähren, als dass sie den unausbleiblichen Informationsverlust bei der Darstellung individueller Erfahrungen in einem allgemeinen, da gemeinsamen Bedeutungssystem möglichst gering hält.“ (Soziologische Dimensionen der Identität, 1993, S. 12).
- Zum anderen muss es möglich sein, mit Hilfe dieser Umgangssprache Problemlösungen zu finden, sie muss also über einen differenzierten begrifflichen Apparat verfügen, der das möglich macht.
- Hinzu kommt die notwendige Funktion, Überschussinformationen weitergeben zu können: „‚Überschüssig‘ ist die Information, insofern sie nicht nur die Erwiderung auf eine vorangegangene Aussage bietet, sondern der Sprechende mit verbalen oder außerverbalen Mitteln seine besondere Einstellung zum Inhalt der Mitteilung kennzeichnet. Erst durch diese nähere Qualifikation der Mitteilung wird die Bedeutung einer Aussage für den Interkommunikationszusammenhang sichtbar; denn nun übermittelt sie nicht nur durch den manifesten Inhalt eine dem Handlungszusammenhang selbst äußerliche ‚Regieanweisung‘, sondern definiert implizit den Charakter der sozialen Beziehung mit, in deren Rahmen sie steht (vgl. Watzlawick u. a. 1967)“ (Soziologische Dimensionen der Identität, 1993, S. 13).

Erfüllt die Sprache diese drei Funktionen, so entsteht in jeder Situation neu Identität in einem Interaktionsprozess. In diesem Prozess hat das Individuum die Aufgabe, einen Balanceakt zu vollführen zwischen den normierten Erwartungen nach einer perfekten Identität als Tochter, Freund, Mutter etc. und der Erkenntnis, dass man diesen Ansprüchen nicht genügen kann. Diese Erwartungen an das Individuum stellen die Erwartungen der Außenwelt an die soziale Identität dar.
Erwartungen von außen an die persönliche Identität sind die Erwartungen, die eine individuelle, einzigartige Identität des Einzelnen erwarten, wobei beachtet werden muss, dass das Festhalten an Gemeinsamkeiten notwendig ist, um die Interaktion aufrechtzuerhalten.
In beiden Fällen, durch die Unmöglichkeit den Erwartungen zu entsprechen, agieren die Kommunikationspartner auf einer „Als-ob-Ebene“, sie geben vor, diese Erwartungen zu erfüllen, ohne dem nachkommen zu können. Das Individuum versucht sich durch das Verknüpfen früherer, anderer Interaktionsbeteiligungen mit den Erwartungen der aktuellen Situation in seiner besonderen Individualität zu präsentieren, in der es eigene Bedürfnisse, Vorstellungen und Wünsche hat, und diese dem Gegenüber zu vermitteln.
Allerdings muss die Person darauf achten, in dem vom Kommunikationspartner gesteckten Rahmen der möglichen Präsentation seiner selbst zu bleiben, um in seiner persönlichen Besonderheit akzeptiert zu werden. Dafür werden dem Individuum Modelle und Rollen entsprechend den Erwartungen des Gesprächspartners über Sprache angeboten, denen es allerdings nicht vollkommen entsprechen kann.
Geht man von einer gelungenen Identitätsbildung aus, so ordnet das Individuum die gemachten Erfahrungen mit diversen Gesprächspartnern zu einer möglichst konsistenten Biographie, die ihm so beständigere Handlungsorientierungen schafft. Es entwickelt sich eine Identität, die sich von derjenigen anderer Menschen unterscheidet. Die Ausbildung einer individuellen Identität ist folglich das Ergebnis vieler Interaktionsprozesse, die miteinander verknüpft wurden und so ein beständigeres Bild von Identität vermitteln als die unabhängig nebeneinander stehenden einzelnen Ereignisse der Kommunikation.
Das Bild der eigenen Identität, auch Selbstbild genannt, das der Mensch mit dieser Leistung erworben hat, versucht er nun in den auftretenden Interaktionssituationen aufrechtzuerhalten. Dem entsprechen die ihm eigenen Erwartungen und Bedürfnisse, die demnach auch aus der Kommunikation und den Vorstellungen der verschiedenen Interaktionspartner entstanden sind. Immer neu kombiniert das Individuum also die verarbeiteten vorangegangenen Kommunikationssituationen mit den in der momentanen Situation auftretenden Erwartungen und setzt sich zu dem Ganzen in Distanz.

#### Der Identitätsbegriff nach Hans-Peter Frey und Karl Haußer
Hans-Peter Frey und Karl Haußer bezeichnen Identität als einen selbstreflexiven Prozess des Individuums. Ein Mensch stellt demnach Identität über sich her, indem er verschiedene Arten von Erfahrungen, so zum Beispiel innere, äußere, aktuelle sowie gespeicherte, über sich selber verarbeitet. „Identität entsteht aus situativer Erfahrung, welche übersituativ verarbeitet und generalisiert wird“ (Identität, 1987, S. 21).
Teilbereiche der Identität eines Menschen sind das Selbstkonzept, das Selbstwertgefühl und die Kontrollinstanz. Die Aufgabe des Individuums besteht nun darin, diese drei Instanzen miteinander in Verbindung zu setzen.
Die kognitive Komponente der menschlichen Identität ist das Selbstkonzept. Das Individuum entwirft ein Selbstbild von sich nach den Fragestellungen: Wer/Was/Wie bin ich? Dabei hat der Mensch verschiedene Möglichkeiten vorzugehen. Einmal können objektive Merkmale konstatiert werden, indem das Individuum zum Beispiel feststellt: „Ich bin ziemlich klein.“ Als Selbstbewertung könnte das Individuum äußern, dass es davon genervt ist. Selbstwertgefühle sind das Empfinden eines Menschen, stolz oder wütend auf sich zu sein. Selbstideale steckt sich der Mensch, indem er zum Beispiel gerne der perfekte Sohn wäre. Die emotionale Komponente der Identität ist das Selbstwertgefühl, das sich entwickelt, stabilisiert und verändert. Dies geschieht durch die Verdichtung von situativen Selbstwertgefühlen bzw. Selbstwahrnehmungen und durch die Bewertung einzelner Aspekte des Selbstkonzeptes. Durch die Beeinflussung seitens der Kontrollüberzeugung finden hier Entwicklungen und Veränderungen statt.
Bei der motivationalen Komponente oder Kontrollüberzeugung gibt es zwei unterschiedliche Haltungen der Individuen: einmal die generalisierte Haltung der Menschen, die eigenen Situationen gestalten zu können, zum anderen die Haltung, der eigenen Lage ausgeliefert zu sein.
Durch das Zusammenspiel der drei Komponenten entsteht eine Identitätsdynamik, die die Eigenleistung des Individuums ist.
Die Identitätsdynamik hat vier Problemstellungen oder Leistungen, die der Mensch erbringen muss, um eine Identität auszubilden:
- Das Realitätsproblem oder die Realitätsleistung hat zum Gegenstand das Verhältnis von Innen- und Außenperspektive. Dies lässt sich in vier Stufen einteilen. Zuerst nimmt das Individuum die Außenwelt wahr, es eignet sich die Außenperspektive zu einer Innenperspektive an. In einem Entwicklungsprozess verwertet das Individuum dann diese Informationen durch Vergessen, Selektieren, Vergleichen, Erinnern usw. Dem folgt die Darstellung des Individuums nach außen. Diese ist allerdings keine Kopie des Außen, da die Informationen nun verarbeitet sind. „Der Kreis schließt sich durch das allmähliche Einsickern individueller Innovationen in die soziokulturelle Ordnung“ (Identität, 1987, S. 18).
- Das Konsistenzproblem oder die Konsistenzleistung besteht in der Relation verschiedener Elemente der Innenperspektive; das Individuum stellt sich selbst vor die Frage, wie es trotz unterschiedlicher Identitätsdarstellungen in den unterschiedlichen Situationen immer noch der gleiche Mensch sein kann.
- Das Kontinuitätsproblem, die Kontinuitätsleistung beinhaltet die gleiche Fragestellung, allerdings auf die zeitlichen Entwicklungen und Veränderungen bezogen.
- Das Individualitätsproblem stellt das Individuum schließlich vor das Problem, eine einzigartige, individuelle Identität auszubilden, die sich von denen anderer Menschen unterscheidet.

### Pädagogik
Identität des Kindes/Jugendlichen ist das Ziel jeglicher Erziehungsbemühungen, wobei man davon ausgeht, dass der Erziehende seine Methodik darauf abstimmen bzw. überprüfen muss, ob sie dem Ziel förderlich ist.
Die gelungene Identität hat u. a. zur Folge, dass sie weitere Erziehungsbemühungen der Erziehenden unnötig macht. Zudem hat das ehemalige Kind eine eigene Psychodynamik entwickelt, die es ihm auf der einen Seite ermöglicht, gesellschaftliche Prozesse selbst und eigenständig – im Sinne seiner Identität – zu beeinflussen und zu gestalten, sowie auf der anderen Seite sich bestimmten Einflüssen auszusetzen, um die individuelle Dynamik zu modifizieren.
Identität ist damit – weder in Erziehungsprozessen noch bei gesellschaftlichen Aktivitäten – keine statische Größe, wie der Begriff vielleicht nahelegen könnte, sondern ein dynamisches Ganzes, das stets Veränderungen unterliegt, was gleichzeitig eine Stärke menschlicher Entwicklung genannt werden kann. Die Wir-Identität ist nach dem amerikanischen Anthropologen Michael Tomasello (Max-Planck-Institut für evolutionäre Anthropologie, Leipzig) eine Errungenschaft des Menschen, die bei keinem Tier vorhanden ist (Die Zeit 16/2009, S. 33). Ein Projekt gemeinsam verfolgen zu können, indem man miteinander zielgerichtet kommuniziert und dabei eigene Interessen unterordnet, auch das dadurch erworbene Wissen an andere Individuen weitergeben zu können, sei eine Errungenschaft menschlicher Entwicklung.

### Philosophie
In der Debatte um personale Identität wird die Frage behandelt, was unsere Identität ausmacht. Diese Frage ist schwierig, da sie im abstraktesten Sinn eine tiefere Frage nach Identität überhaupt (in der Mathematik und Logik) betrifft. Das zentrale Problem der Debatte, die maßgeblich durch Derek Parfit und Sydney Shoemaker geprägt worden ist, lautet: Woran machen wir unsere Identität eigentlich fest? An unserem Gedächtnis? An unserem Bewusstsein? An etwas Sozialem oder schlicht an unserer Biologie?
- Personal Identity. Eintrag in Edward N. Zalta (Hrsg.): Stanford Encyclopedia of Philosophy.
- Personal Identity and Ethics. Eintrag in Edward N. Zalta (Hrsg.): Stanford Encyclopedia of Philosophy.

### Geheimidentität
Die Geheimidentität (auch Tarnidentität) ist ein Mittel, das hauptsächlich in der Literatur verwendet wird. So dient auch das Pseudonym eines Schriftstellers dazu, seine wahre Identität geheim zu halten. Unter Geheimidentität wird eine Identität verstanden, die der Allgemeinheit nicht bekannt gegeben werden darf oder soll. Sie ist ein v. a. in Superheldencomics häufig auftretendes Element und macht einen wichtigen Teil der Comicfigur aus, wobei ein meist auffälliges, markantes Kostüm und eine Maske die Geheimidentität schützen. Das Kostüm ist dabei oft sehr auffällig gestaltet und mit einem Brustsymbol, z. B. einem stilisierten Buchstaben oder einem Piktogramm, versehen, um von der wahren Identität abzulenken. Superhelden legen sich in der Regel eine Geheimidentität zu, um ihre Privatsphäre und das Leben ihrer Familie und Freunde vor Racheakten seitens ihrer Feinde zu schützen.

### Recht
Eine natürliche Person kann durch Zuordnung zu einem oder mehreren Elementen ihrer physischen, physiologischen, psychischen, wirtschaftlichen, kulturellen oder sozialen Identität identifiziert werden (Art. 2 Buchst. a der Richtlinie 95/46/EG). Ihre Identität kann formal durch eine rechtsverbindliche Identitätsfeststellung bestimmt werden. Der rechtswidrige Missbrauch der Daten einer fremden natürlichen Person wird als Identitätsdiebstahl bezeichnet.
Die Identität einer Person kann durch Vergleich von biometrischen Merkmalen mit einem früher erhobenen Zustand (z. B. in einem amtlichen Lichtbildausweis) überprüft werden. Diese Überprüfung kann im Rahmen einer Identitätsfeststellung (z. B. in Deutschland nach § 163b Abs. 1 StPO) oder eines Personenfeststellungsverfahrens erfolgen. Des Weiteren kann auch der Vergleich von DNS, Lichtbildern (z. B. Täterbildern), Biometrie, Fingerabdrücken u. a. zur Identifizierung herangezogen werden.

## Identität als formale Eigenschaft und Relation

### Ontologie
Der Begriff der „Identität“ ist Gegenstand einiger Fragen und Auseinandersetzungen in der Philosophie (vgl. Subjekt).
Bedeutsam ist die Frage, wie weit man bei Dingen überhaupt von „Identität“ sprechen kann: Welche Dinge sind identisch, welche nicht? Hier kommt es zu Problemen, wenn man den alltäglichen Sprachgebrauch ungeprüft in eine formale Sprache bringen will. So wird man im Alltag kaum behaupten: „Dieser Baum dort ist nicht mehr derselbe Baum wie eben“, nur weil er einige Blätter verloren hat; oder „Diese Person ist nicht mehr dieselbe“, nur weil ihre Haare geschnitten wurden. Wann man vom Gleichbleiben eines Dinges, von der Veränderung eines Dinges oder sogar dem Entstehen eines neuen Dinges redet, ist in der Umgangssprache nicht festgelegt; die Grenzen sind fließend.
Auf die Widersprüche, die sich aus diesem unklaren Sprachgebrauch ergeben können, wies etwa Thomas Hobbes mit einem Beispiel hin. Er schreibt über das Schiff des Theseus:

„Werden in diesem Schiff nach und nach alle Planken durch neue ersetzt, dann ist es numerisch dasselbe Schiff geblieben; hätte aber jemand die herausgenommenen alten Planken aufbewahrt und sie schließlich sämtlich in gleicher Richtung wieder zusammengefügt und aus ihnen ein Schiff gebaut, so wäre ohne Zweifel auch dieses Schiff numerisch dasselbe Schiff wie das ursprüngliche. Wir hätten dann zwei numerisch identische Schiffe, was absurd ist.“

Dieses Paradoxon entsteht, wenn wir beim Austausch der einzelnen Planken nicht annehmen, dass sich das Schiff wesentlich verändert hätte: Es scheint uns immer noch dasselbe zu sein. Werden also viele kleine Veränderungen nacheinander vorgenommen, die einzeln für sich betrachtet gering sind, so scheint ein paradoxes Ergebnis zu folgen. Anscheinend kann die alltägliche Redeweise von Identität nicht ohne weiteres übernommen werden. Für Probleme dieser Art wurden die verschiedensten Antworten vorgeschlagen. In den letzten Jahren wurde beispielsweise darüber debattiert, ob Objekte aus Zeitscheiben bestehen oder ob Objektidentität über die Zeit im Rahmen von drei- oder vierdimensionalen Ontologien (wie sie etwa Ted Sider entwickelt und verteidigt hat) schlüssig zu erklären ist.
Eine klassische These zur Identität liefert Gottfried Wilhelm Leibniz: Sein Prinzip zur Identität des Ununterscheidbaren (Leibniz-Gesetz) lässt sich so formulieren: „Zwei Dinge sind identisch, wenn sie in allen ihren Eigenschaften ununterscheidbar sind.“ Leibniz ging als Rationalist davon aus, dass es keine wirklich numerisch verschiedenen Objekte gibt, die sich in allen Merkmalen gleichen. Allerdings bezieht das erwähnte Prinzip auch Merkmale ein, die wir nicht mittels unserer Sinnesorgane unterscheiden können. Es ist strittig, ob Leibniz hier auch relationale Eigenschaften (Beziehungen zwischen Objekten), insbesondere die Position in Raum und Zeit, für einschlägig hält.
Zahlreiche Klassiker der Metaphysik würden etwa im Anschluss an Aristoteles vertreten, dass für die Identität eines Objekts nur diejenigen Eigenschaften konstitutiv sind, die ihm notwendig zukommen (essentielle Eigenschaften statt Akzidentien). Ob dies hilfreich ist und wie dies präzise rekonstruierbar ist, ist Gegenstand aktueller Debatten. Diese gewannen an Klarheit und Komplexität, seit Probleme der Möglichkeit und Notwendigkeit (Modalität) im Rahmen ontologischer Modelle von möglichen Welten reformuliert werden können. Dabei ist beispielsweise die Identität von Objekten über mögliche Welten hinweg kontrovers.
Ob am selben Ort zur selben Zeit nur je ein Ding existieren kann, wird unterschiedlich beurteilt, abhängig von weiteren ontologischen Theoriestücken, etwa der Analyse von Teil-Ganze-Beziehungen (sog. Mereologie).
Weiterführende Vorschläge in diesem Zusammenhang betreffen etwa die Unterscheidung zwischen numerischer Identität und Typ-Identität: Zwei Dinge können vom selben Typ sein, obwohl sie numerisch verschieden sind.
Noch komplexer sind die Debatten um die Identität des wahrnehmenden Subjekts über die Zeit (siehe obigen Abschnitt zur personalen Identität).
Wie Identitätsaussagen, die einen oder mehrere Begriffe einem anderen gleichsetzen, zu interpretieren sind, wird in unterschiedlichen logischen und semantischen Modellen verschieden erklärt. Häufig wird dabei zwischen Intension und Extension (Begriffsumfang, die Menge der bezeichneten Gegenstände) unterschieden und letztere im Sinne von Frege mit dem Wahrheitswert eines Satzes gleichgesetzt. Ein einfacher Vorschlag (etwa von Leibniz) ist dann, dass Begriffe identisch sind (identitatis notionum), wenn sie sich unter Erhaltung des Wahrheitswertes austauschen lassen.
In der Philosophie der Mathematik kommt die Analyse mathematischer Gleichheit je nach Position zu unterschiedlichen Ergebnissen:
Mauthner kritisiert den Identitätsbegriff als entweder vollständig tautologisch, also „so leer, daß er außerhalb der Logik schon den Verdacht des Blödsinns erregen müßte“, oder als Fälschung bzw. Betrug, da er vorhandene Unterschiede ignoriert oder verschweigt: „In der Wirklichkeit gibt es keine Gleichheit.“
Auch in der analytischen Philosophie ist der Begriff der Identität als Beziehung gelegentlich kritisiert worden. So heißt es etwa bei Wittgenstein (Tractatus 5.5301): „Dass die Identität keine Relation zwischen Gegenständen ist, leuchtet ein.“ Er erläutert dies unter 5.5303 mit den Worten: „Von zwei Dingen zu sagen, sie seien identisch, ist ein Unsinn, und von Einem zu sagen, es sei identisch mit sich selbst, sagt gar nichts.“ Russell hatte bereits in den Principles of Mathematics (1903) ähnlich formuliert: “[I]dentity, an objector may urge, cannot be anything at all: two terms plainly are not identical, and one term cannot be, for what is it identical with?” (§ 64), und auch bei Frege finden sich verwandte Überlegungen: „Die Gleichheit fordert das Nachdenken heraus durch Fragen, die sich daran knüpfen und nicht ganz leicht zu beantworten sind. Ist sie eine Beziehung?“ (Über Sinn und Bedeutung, S. 25). In neuerer Zeit hat C. J. F. Williams vorgeschlagen, die Identität als Beziehung zweiter Stufe statt als Beziehung zwischen Gegenständen aufzufassen, und Kai Wehmeier hat argumentiert, dass eine objektuelle Identitätsrelation aus logischer Sicht überflüssig und aus metaphysischer Perspektive fragwürdig ist.

### Mathematik
Gleichungen zwischen arithmetischen Ausdrücken
Sind A1 und A2 arithmetische Ausdrücke, so heißt die Zeichenreihe A1 = A2 eine Gleichung. Eine Gleichung A1 = A2 heißt allgemeingültig oder auch Identität genau dann, wenn für jede Belegung φ gilt:
{\displaystyle {\begin{aligned}\operatorname {Wert} \left(A_{1},\varphi \right)&\in \mathbb {R} \\\operatorname {Wert} \left(A_{2},\varphi \right)&\in \mathbb {R} \\\operatorname {Wert} \left(A_{1},\varphi \right)&=\operatorname {Wert} \left(A_{2},\varphi \right).\end{aligned}}}
Anmerkung: Das Zeichen „=“ tritt in dieser Definition in zwei unterschiedlichen Bedeutungen auf, und zwar einmal als syntaktisches Zeichen zwischen den Ausdrücken A1 und A2 und zum anderen als Bezeichnung der Gleichheit in {\displaystyle \mathbb {R} }.
Wir beschränken uns bei dieser Bemerkung zur Identität auf eine Interpretation arithmetischer Ausdrücke über dem Körper der reellen Zahlen {\displaystyle \mathbb {R} }. Die Interpretation der arithmetischen Ausdrücke erfolgt durch eine eindeutige Abbildung, {\displaystyle \operatorname {Wert} }, die in Abhängigkeit von einer Belegung {\displaystyle \varphi } gewisse arithmetische Ausdrücke in die Menge {\displaystyle \mathbb {R} } der reellen Zahlen abbildet. Das Bild eines solchen Ausdrucks A (also die ihm zugeordnete Zahl) heißt Wert von A bei der Belegung {\displaystyle \varphi }, bezeichnet mit {\displaystyle \operatorname {Wert} (A,\varphi )}.
Beispiel: {\displaystyle (x+a)^{2}\equiv x^{2}+2ax+a^{2}}
Zeigt ein gewöhnliches Gleichheitszeichen an, dass unter bestimmten Voraussetzungen (im Definitionsrahmen) Gleichheit besteht, wird für die Identität zweier Ausdrücke ein erweitertes Gleichheitszeichen mit drei horizontalen Strichen verwendet („≡“). Identität bedeutet also auch hier die voraussetzungslose Übereinstimmung zweier Entitäten.
Stichworte sind: Unterschied von (semantischer) Gleichheit und (syntaktischer) Identität logischer Formeln; Gleichheit; Identische Abbildung.
Siehe auch:
- Eulersche Formel
- Moufang-Identitäten
- Ward-Identität
- Jacobi-Identität